# Tour der südafrikanischen Rugby-Union-Nationalmannschaft nach Südamerika 1980
| Tour der Springboks nach Südamerika 1980 | Tour der Springboks nach Südamerika 1980 | Tour der Springboks nach Südamerika 1980 | Tour der Springboks nach Südamerika 1980 | Tour der Springboks nach Südamerika 1980 |
| Übersicht                                | S                                        | G                                        | U                                        | N                                        |
| ---------------------------------------- | ---------------------------------------- | ---------------------------------------- | ---------------------------------------- | ---------------------------------------- |
| Test Matches                             | 2                                        | 2                                        | 0                                        | 0                                        |
| Sonstige Spiele                          | 3                                        | 3                                        | 0                                        | 0                                        |
| Gesamt                                   | 5                                        | 5                                        | 0                                        | 0                                        |
|                                          |                                          |                                          |                                          |                                          |
| Sudamérica XV                            | 2                                        | 2                                        | 0                                        | 0                                        |

Die Tour der südafrikanischen Rugby-Union-Nationalmannschaft nach Südamerika 1980 umfasste eine Reihe von Freundschaftsspielen der Springboks, der Nationalmannschaft Südafrikas in der Sportart Rugby Union. Das Team reiste im Oktober 1980 durch Südamerika und bestritt fünf Spiele, von denen es alle für sich entschied. Dazu gehörten zwei Test Matches gegen die Kontinentalauswahl Sudamérica XV (auch Jaguares genannt).
Bei den Jaguares handelte es sich um eine Art „Schattenmannschaft“, um den von der Regierung Argentiniens ausgesprochenen Boykott gegen das südafrikanische Apartheid-Regime zu umgehen. Diese Tour war ein Gegenbesuch für die Tour der Jaguares nach Südafrika im April und Mai 1980. Beide Test Matches sollten ursprünglich in Argentinien ausgetragen werden. Die Regierung verbot den Südafrikanern die Einreise, worauf alle Spiele unter stillschweigender Duldung durch die Unión Argentina de Rugby nach Chile, Paraguay und Uruguay verlegt wurden. Die Jaguares setzten sich zum größten Teil aus Spielern der argentinischen Nationalmannschaft zusammen, in den beiden Test Matches blieben sie sogar unter sich.

## Spielplan
- Hintergrundfarbe grün = Sieg

(Test Matches sind grau unterlegt; Ergebnisse aus der Sicht Südafrikas)
| # | Datum            | Gegner         | Ort               | Stadion                      | Ergebnis |
| - | ---------------- | -------------- | ----------------- | ---------------------------- | -------- |
| 1 | 09. Oktober 1980 | Paraguay       | Asunción          | Estadio del Colegio San José | 84:6     |
| 2 | 11. Oktober 1980 | Invitation XV  | Asunción          | Estadio del Colegio San José | 79:18    |
| 3 | 14. Oktober 1980 | British School | Montevideo        | Estadio Alfredo Víctor Viera | 83:13    |
| 4 | 18. Oktober 1980 | Sudamérica XV  | Montevideo        | Estadio Alfredo Víctor Viera | 22:13    |
| 5 | 25. Oktober 1980 | Sudamérica XV  | Santiago de Chile | Prince of Wales Country Club | 30:16    |

## Test Matches
| 18. Oktober 1980 | Sudamérica XV                                                 | 13 : 22        | Südafrika                                                                                  | Estadio Alfredo Víctor Viera, Montevideo Zuschauer: 7.000 Schiedsrichter: Laurie Prideaux (England) |
| 18. Oktober 1980 | Versuche: Cubelli Madero Erhöhungen: Porta Dropgoals: Landajo | (3:10) Bericht | Versuche: Burger Gerber Stofberg Erhöhungen: Botha (2) Straftritte: Botha Dropgoals: Botha | Estadio Alfredo Víctor Viera, Montevideo Zuschauer: 7.000 Schiedsrichter: Laurie Prideaux (England) |

Aufstellungen:
- Südamerika: Daniel Baetti, Marcelo Campo, Adolfo Cappelletti, Alejandro Cubelli, Alejandro Iachetti, Tomás Landajo, Marcelo Loffreda, Rafael Madero, Fernando Morel, Tomás Petersen, Hugo Porta , Enrique Rodríguez, Carlos Serrano, Gabriel Travaglini, Ernesto Ure 
 Auswechselspieler: Eduardo Cerruti, José Crivelli, Javier Escalante, R. Luque, Rodolfo Ventura, Jorge Zerbino
- Südafrika: Naas Botha, Thys Burger, Willie du Plessis, Danie Gerber, Gerrie Germishuys, Willie Kahts, Martiens le Roux, Rob Louw, Louis Moolman, Ray Mordt, Gysie Pienaar, Richard Prentis, Divan Serfontein, Theuns Stofberg , Johannes van Heerden 
 Auswechselspieler: Robert Cockrell, Tommy du Plessis, Hempies du Toit, Eben Jansen, De Wet Ras

| 25. Oktober 1980 | Sudamérica XV                                                                  | 16 : 30         | Südafrika                                                                     | Prince of Wales Country Club, Santiago de Chile Zuschauer: 5.000 Schiedsrichter: Laurie Prideaux (England) |
| 25. Oktober 1980 | Versuche: Campo Iachetti Erhöhungen: Porta Straftritte: Porta Dropgoals: Porta | (10:20) Bericht | Versuche: M. du Plessis Gerber Germishuys (2) Mordt (2) Erhöhungen: Botha (3) | Prince of Wales Country Club, Santiago de Chile Zuschauer: 5.000 Schiedsrichter: Laurie Prideaux (England) |

Aufstellungen:
- Südamerika: Jorge Allen, Daniel Baetti, Marcelo Campo, Adolfo Cappelletti, Alejandro Cubelli, Alejandro Iachetti, Tomás Landajo, Fernando Morel, Juan Pablo Piccardo, Hugo Porta , Enrique Rodríguez, Carlos Serrano, Gabriel Travaglini, Ernesto Ure, Guillermo Varone
- Südafrika: Naas Botha, Morné du Plessis , Willie du Plessis, Danie Gerber, Gerrie Germishuys, Willie Kahts, Martiens le Roux, Rob Louw, Louis Moolman, Ray Mordt, Gysie Pienaar, Richard Prentis, Divan Serfontein, Theuns Stofberg, Johannes van Heerden 
 Auswechselspieler: Thys Burger, Robert Cockrell, Timothy Cocks, Tommy du Plessis, Hempies du Toit, De Wet Ras